# German Township (Auglaize County, Ohio)
German Township ist eines von 14 Townships des Auglaize Countys im US-Bundesstaat Ohio. Nach der Volkszählung im Jahr 2000 waren hier 3831 Einwohner registriert.

## Geografie
German Township liegt im Südwesten des Auglaize Countys im Nordwesten von Ohio und grenzt im Uhrzeigersinn an die Townships: Saint Marys Township, Van Buren Township im Shelby County, McLean Township (Shelby County), Jackson Township, Marion Township im Mercer County und Franklin Township (Mercer County).

## Geschichte
Das German Township ist eines von fünf gleichnamigen Townships in Ohio. Ehemals wurde es als Teil des Mercer County gebildet und beinhaltete das Gebiet des Jackson Townships, bis zu dessen Abspaltung 1858.

## Verwaltung
Das Township wird durch ein Board of Trustees, bestehend aus drei gewählten Mitgliedern, verwaltet. Zwei Personen werden jeweils im Jahr nach der Präsidentschaftswahl gewählt und eine jeweils im Jahr davor. Die Amtszeit dauert in der Regel vier Jahre und beginnt jeweils am 1. Januar. Daneben gibt es noch einen Township Clerk (Schriftführer), der ebenfalls im Jahr vor der Präsidentschaftswahl auf eine vierjährige Amtszeit gewählt wird. Dessen Amtszeit beginnt jeweils am 1. April.